# Raven-Symoné
Raven-Symoné Christina Pearman (født 10. december 1985 i Atlanta i Georgia) er en amerikansk skuespillerinde, R&B- og Popsanger, sangskriver, danser, Tv-producent & modedesigner.
Raven er kendt for sine roller i The Cosby Show som Olivia Kendall, sin egen serie That's So Raven som Raven Baxter og som Galleria Garabaldi i The Cheetah Girls.

## Biografi
Som 3 årig arbejdede hun med Ford Models som model og var med i Tv-reklamer for Ritz crackers, Jell-O, Fisher-Price, og Cool Whip. Som 3 årig prøvede hun at få en rolle i filmen Ghost Dad, men fik at vide at hun var for ung, men fik et tilbud om at spille Olivia Kendall i Cosby & Co og det gjorde hun så i februar 1989. I 1993 begyndte hun at spille Nicole i Serien Hangin with Mr. Coope. I 1998 fik Raven rollen som Charisse Dolittle i filmen Dr. Dolittle og i 1999 fik hun rollen som Nebula Wade.

Hun udtrykte sig i august 2013 positivt om muligheden for ægteskab mellem homoseksuelle i USA. Hun har ikke tidligere ville kommentere på sin seksualitet.

## Filmbiografi

### Film
| År   | Titel                                    | Rolle                    |
| ---- | ---------------------------------------- | ------------------------ |
| 1994 | The Little Rascals                       | Stymies Kæreste          |
| 1998 | Dr. Dolittle                             | Charisse Dolittle        |
| 2001 | Dr. Dolittle 2                           | Charisse Dolittle        |
| 2003 | The Cheetah Girls                        | Galleria Garibaldi       |
| 2003 | Kim Possible: A Sitch in Time            | Monique (Engelsk Stemme) |
| 2004 | Zenon: Z3                                | Nebula Wade              |
| 2004 | The Princess Diaries 2: Royal Engagement | Asana                    |
| 2004 | Fat Albert                               | Danielle (stemme)        |
| 2005 | Kim Possible: So the Drama               | Monique (Engelsk Stemme) |
| 2006 | For One Night                            | Brianna McCallister      |
| 2006 | Everyone's Hero                          | Marti                    |
| 2006 | The Cheetah Girls 2                      | Galleria Garibaldi       |
| 2008 | College Road Trip                        | Melanie Porter           |
| 2008 | Madagascar 2: The Lost Island            | Fra the Leopard (Stemme) |
| 2008 | Further Adventures In Babysitting        | Chris Parker             |

### Tv-serier
| År         | Titel                                           | Rolle                                               | Episoder                                                                                                   |
| ---------- | ----------------------------------------------- | --------------------------------------------------- | --- |
| 1989– 1992 | The Cosby Show (Cosby & Co.)                    | Olivia Kendall                                      | Sæsonerne 6–8                                                                                              |
| 1989       | A Different World                               | Olivia Kendall                                      | "Forever Hold Your Peace" (afsnit 5, sæson 3)                                                              |
| 1990       | The Muppets at Walt Disney World                | Ung Pige                                            | Television special                                                                                         |
| 1992       | Rap Fyr i L.A                                   | Claudia                                             | "Vying for Attention" (afsnit 21, sæson 2)                                                                 |
| 1993       | Blindsided                                      | Sanger                                              | |
| 1993       | Queen: The Story of an American Family          | 5 år gammel Dronning                                | |
| 1993– 1997 | Hangin' with Mr. Cooper                         | Nicole Lee                                          | Sæsonerne 2–5                                                                                              |
| 1995       | Happily Ever After: Fairy Tales for Every Child | Goldilocks (stemme)                                 | "The Prince and the Pauper"                                                                                |
| 2001       | My Wife and Kids                                | Charmaine                                           | - "Mom's Away (Part 1)" (afsnit 1, sæson 2) - "Mom's Away (Part 2)" (afsnit 2, sæson 2)                    |
| 2001       | The Proud Family                                | Stephanie (stemme)                                  | "Seven Days of Kwanzaa" (afsnit 11, sæson 1)                                                               |
| 2002– 2007 | Kim Possible                                    | Monique (Engelsk Stemme)                            | 19. afsnit- ??                                                                                             |
| 2003– 2007 | That's So Raven                                 | Raven Baxter                                        | Hovedrolle                                                                                                 |
| 2004       | Fillmore!                                       | Maryanne Greene (stemme) Alexandria Quarry (stemme) | - "Code Name: Electric Haircut" (afsnit 9, sæson 2) - "Field Trip of the Just (2004)" (afsnit 12, sæson 2) |
| 2005       | Higglytown Heroes                               | Playground Monitor Hero (stemme)                    | "Wayne's Ripping Adventure/Meet Eubie's Cousin" (afsnit 14, sæson 1)                                       |
| 2006       | The Suite Life of Zack and Cody                 | Raven Baxter                                        | "That's So Suite Life of Hannah Montana" (afsnit 20, sæson 2)                                              |
| 2017– 2023 | Raven’s home                                    | Raven Baxter                                        | Hovedrolle                                                                                                 |

### Singler
| År   | singler                                | Album                |
| ---- | -------------------------------------- | -------------------- |
| 1993 | "That's What Little Girls Are Made Of" | Here's to New Dreams |
| 1993 | "Raven Is the Flavor"                  | Here's to New Dreams |
| 1999 | "With a Child's Heart"                 | Undeniable           |
| 2004 | "Backflip"                             | This Is My Time      |
| 2005 | "Bump"                                 | This Is My Time      |
| 2005 | "Grazing in the Grass"                 | This Is My Time      |
| 2008 | "Double Dutch Bus"                     | Raven-Symoné         |